# Robert Weber (astronomo)
| 8409 Valentaugustus | 28 novembre 1995  |
| 11602 Miryang       | 28 settembre 1995 |
| 12005 Delgiudice    | 19 maggio 1995    |
| 23612 Ramzel        | 22 gennaio 1996   |
| 26906 Rubidia       | 22 gennaio 1996   |
| 37687 Chunghikoh    | 30 agosto 1995    |
| 39645 Davelharris   | 31 agosto 1995    |

Robert Weber (New York, 9 dicembre 1926 – Northborough, 2 gennaio 2008) è stato un astronomo statunitense.
Laureatosi in Fisica nel 1959 al MIT di Boston, dal 1962 al 1996 lavorò nel laboratorio Lincoln dell'istituto stesso.
Ha collaborato alla creazione di razzi-sonda e ai programmi di esplorazione Helios, Voyager e IMP.
Ha guidato il progetto per il prototipo degli osservatori GEODSS ed è stato responsabile del progetto LINEAR nel suo primo anno di vita.
Il Minor Planet Center gli accredita la scoperta di sette asteroidi, effettuate tra il 1995 e il 1996.
Gli è stato dedicato l'asteroide 6181 Bobweber.